# مايكل إلوين
مايكل إلوين (بالإنجليزية: Michael Elwyn)‏ هو ممثل بريطاني، ولد في 23 أغسطس 1942 في المملكة المتحدة.

## وصلات خارجية
- مايكل إلوين على موقع IMDb (الإنجليزية)
- مايكل إلوين على موقع قاعدة بيانات برودواي على الإنترنت (الإنجليزية)
- مايكل إلوين على موقع ديسكوغز (الإنجليزية)
- مايكل إلوين على موقع قاعدة بيانات الفيلم (الإنجليزية)